# Copa Yugoslava de Baloncesto
La Copa de Yugoslavia de Baloncesto fue una de las dos mayores competiciones de baloncesto de la extinta Yugoslavia, junto a la Liga Yugoslava de Baloncesto, se disputó entre 1959 y 2002.
Las competiciones sucesoras de la Copa de Yugoslavia fueron la Copa Serbia de Baloncesto, Copa Croata de Baloncesto, Copa de baloncesto de Bosnia y Herzegovina, Copa de Baloncesto de Eslovenia y la Copa de Baloncesto de Macedonia.

## Palmarés

### Finales 1959-1991
- República Federal Socialista de Yugoslavia

| Año       | Ciudad Sede       | Campeón              | finalista            | Resultado         |
| 1959      | Belgrado          | Železničar Ljubljana | OKK Belgrado         |                   |
| 1960      | Slavonski Brod    | OKK Belgrado         | AŠK Olimpija         |                   |
| 1961      | Copa no disputada | Copa no disputada    | Copa no disputada    | Copa no disputada |
| 1962      | Belgrado          | OKK Belgrado         | KK Partizan Belgrado | 103-82            |
| 1963-1968 | Copa no disputada | Copa no disputada    | Copa no disputada    | Copa no disputada |
| 1968-69   | Zagreb            | Lokomotiva           | AŠK Olimpija         | 78-77             |
| 1969-70   | Split             | KK Zadar             | Jugoplastika Split   | 64-60             |
| 1970-71   | Ljubljana         | KK Estrella Roja     | AŠK Olimpija         | 82-70             |
| 1971-72   | Zagreb            | Jugoplastika Split   | Lokomotiva           | 89-75             |
| 1972-73   | Zagreb            | KK Estrella Roja     | KK Partizan Belgrado | 71-65             |
| 1973-74   | Split             | Jugoplastika Split   | KK Estrella Roja     | 92-85             |
| 1974-75   | Niš               | KK Estrella Roja     | Jugoplastika Split   | 81-79             |
| 1975-76   | Užice             | Radnički Belgrado    | KK Rabotnički        | 88-81             |
| 1976-77   | Zagreb            | Jugoplastika Split   | Kvarner Rijeka       | 80-62             |
| 1977-78   | Šabac             | KK Bosna Sarajevo    | Radnički Belgrado    | 98-87             |
| 1978-79   | Niš               | KK Partizan Belgrado | KK Zadar             | 93-86             |
| 1979-80   | Borovo            | KK Cibona Zagreb     | KK Bosna Sarajevo    | 68-62             |
| 1980-81   | Karlovac          | KK Cibona Zagreb     | Kvarner Rijeka       | 112-87            |
| 1981-82   | Novi Sad          | KK Cibona Zagreb     | Olimpija (Iskra)     | 90-79             |
| 1982-83   | Bosanski Brod     | KK Cibona Zagreb     | KK Rabotnički        | 92-79             |
| 1983-84   | Metković          | KK Bosna Sarajevo    | KK Alkar             | 92-78             |
| 1984-85   | Osijek            | KK Cibona Zagreb     | Jugoplastika Split   | 104-83            |
| 1985-86   | Novi Sad          | KK Cibona Zagreb     | KK Bosna Sarajevo    | 110-98            |
| 1986-87   | Niš               | IMT Beograd          | KK Olimpija          | 76-73             |
| 1987-88   | Rijeka            | KK Cibona Zagreb     | Jugoplastika Split   | 82-80             |
| 1988-89   | Maribor           | Partizan             | Jugoplastika Split   | 87-74             |
| 1989-90   | Dubrovnik         | Jugoplastika Split   | KK Estrella Roja     | 79-77             |
| 1990-91   | Rijeka            | Pop 84 Split         | KK Cibona Zagreb     | 80-79             |

### Títulos por club
| Club                  | Títulos | Años Campeón                                   | Finalista | Años Finalista               |
| --------------------- | ------- | ---------------------------------------------- | --------- | ---------------------------- |
| KK Cibona Zagreb      | 8       | 1969, 1980, 1981, 1982, 1983, 1985, 1986, 1988 | 2         | 1972, 1991                   |
| KK Split              | 5       | 1972, 1974, 1977, 1990, 1991                   | 5         | 1970, 1975, 1985, 1988, 1989 |
| KK Estrella Roja      | 3       | 1971, 1973, 1975,                              | 2         | 1974, 1990                   |
| KK Partizan Belgrado  | 2       | 1979, 1989                                     | 2         | 1962, 1973                   |
| KK Bosna Sarajevo     | 2       | 1978, 1984                                     | 2         | 1980, 1986                   |
| OKK Belgrado          | 2       | 1960, 1962                                     | 1         | 1959                         |
| BKK Radnički Belgrado | 1       | 1976                                           | 1         | 1978                         |
| KK Zadar              | 1       | 1970                                           | 1         | 1979                         |
| Železničar Ljubljana  | 1       | 1959                                           | -         | -----                        |
| IMT Beograd           | 1       | 1987                                           | -         | -----                        |
| KK Olimpija           | -       | -----                                          | 5         | 1960, 1969, 1971, 1982, 1987 |
| KK Rabotnički         | -       | -----                                          | 2         | 1976, 1983                   |
| Kvarner Rijeka        | -       | -----                                          | 2         | 1977, 1981                   |
| KK Alkar              | -       | -----                                          | 1         | 1984                         |

### Finales 1992-2002
- República Federal de Yugoslavia

| Año     | Ciudad Sede       | Campeón                | Finalista              | Resultado |
| 1991-92 | Niš               | KK Partizan Belgrado   | KK Bosna Sarajevo      | 105-70    |
| 1992-93 | Sremska Mitrovica | OKK Belgrado           | KK Partizan Belgrado   | 104-91    |
| 1993-94 | Novi Sad          | KK Partizan Belgrado   | KK Estrella Roja       | 104-102   |
| 1994-95 | Čačak             | KK Partizan Belgrado   | KK Spartak Subotica    | 84-81     |
| 1995-96 | Nikšić            | KK Budućnost Podgorica | KK Partizan Belgrado   | 126-115   |
| 1996-97 | Niš               | FMP Železnik           | KK Partizan Belgrado   | 105-92    |
| 1997-98 | Nikšić            | KK Budućnost Podgorica | KK Beobanka Belgrado   | 78-71     |
| 1998-99 | Belgrado          | KK Partizan Belgrado   | FMP Železnik           | 80-62     |
| 1999-00 | Leskovac          | KK Partizan Belgrado   | KK Zdravlje            | 79-66     |
| 2000-01 | Vršac             | KK Budućnost Podgorica | KK Partizan Belgrado   | 87-72     |
| 2001-02 | Podgorica         | KK Partizan Belgrado   | KK Budućnost Podgorica | 88-81     |

### Títulos por club
| Club                   | Títulos | Años Campeón                       | Finalista | Años Finalista         |
| ---------------------- | ------- | ---------------------------------- | --------- | ---------------------- |
| KK Partizan Belgrado   | 6       | 1992, 1994, 1995, 1999, 2000, 2002 | 4         | 1993, 1996, 1997, 2001 |
| KK Buducnost Podgorica | 3       | 1996, 1998, 2001                   | 1         | 2002                   |
| FMP Železnik           | 1       | 1997                               | 1         | 1999                   |
| OKK Belgrado           | 1       | 1993                               | -         | -----                  |
| KK Bosna Sarajevo      | -       | -----                              | 1         | 1993                   |
| KK Estrella Roja       | -       | -----                              | 1         | 1994                   |
| KK Spartak Subotica    | -       | -----                              | 1         | 1995                   |
| KK Beobanka Belgrado   | -       | -----                              | 1         | 1998                   |
| KK Zdravlje            | -       | -----                              | 1         | 2000                   |